# Nordijska kombinacija na Zimskih olimpijskih igrah 1988
Nordijska kombinacija na Zimskih olimpijskih igrah 1988.

## Rezultati

### Individualno
| Poz    | Tekmovalec         | Čas      |
| ------ | ------------------ | -------- |
| Zlato  | Hippolyt Kempf     | 38:16,8  |
| Srebro | Klaus Sulzenbacher | + 19,0   |
| Bron   | Alar Levandi       | + 1:04,3 |
| 4      | Uwe Prenzel        | + 1:10,7 |
| 5      | Andreas Schaad     | + 1:12,5 |
| 6      | Torbjørn Løkken    | + 1:15,5 |
| 7      | Miroslav Kopal     | + 1:32,5 |
| 8      | Marco Frank        | + 1:48,1 |

### Štafeta 3 x 10 km
| Poz    | Reprezentanca                                                      | Čas       |
| ------ | ------------------------------------------------------------------ | --------- |
| Zlato  | Zahodna Nemčija (Thomas Müller, Hans-Peter Pohl, Hubert Schwarz)   | 1:20:46,0 |
| Srebro | Švica (Freddy Glanzmann, Hippolyt Kempf, Andreas Schaad)           | + 3,4     |
| Bron   | Avstrija (Hansjörg Aschenwald, Günther Csar, Klaus Sulzenbacher)   | + 30,9    |
| 4      | Norveška (Torbjørn Løkken, Hallstein Bøgseth, Trond-Arne Bredesen) | + 48,6    |
| 5      | Vzhodna Nemčija (Thomas Prenzel, Marco Frank, Uwe Prenzel)         | + 2:18,5  |
| 6      | Češkoslovaška (Ladislav Patras, Jan Klimko, Miroslav Kopal)        | + 2:57,1  |
| 7      | Finska (Pasi Saapunki, Jouko Parviainen, Jukka Ylipulli)           | + 4:52,3  |
| 8      | Francija (Jean Bohard, Xavier Girard, Fabrice Guy)                 | + 6:23,4  |